# Metallfärgning
Metallfärgning eller metallokromi, är en konstindustriell färgning av metaller på kemisk eller galvanisk väg.

## Metoder
De flesta metallers ytor påverkas kemiskt av atmosfären, syror, lut, saltlösningar och dylikt. De skiftande, stundom ganska vackra färgningar, som naturen eller slumpen kan åstadkomma, har man efterbildat inom konsten, och det finns ett stort antal kemiska och galvanotekniska metoder för att färga metaller. Föremål av koppar, mässing, järn och stål kan färgas genom anlöpning i hetta. Särskilt järn och stål antar därvid en vacker blå färg, som kan erhållas även genom uppvärmning i en lösning av blyacetat och natriumhyposulfit. Svavelföreningar, som lätt avger svavel (till exempel svavelammonium och svavelnatrium), används mycket för att färga koppar, som därigenom kan få en rad färgnyanser från brunt till blåsvart. Även iriserande ytor kan åstadkommas på detta sätt. Konstgjord patina på koppar erhålls bland annat genom behandling med ammoniakalisk kopparlösning, försatt med salmiak och ättiksyra. Sådan patina är vanligen grön, men får blå färgton genom bestrykning med en mättad lösning av hjorthornssalt. Mässing kan färgas bland annat genom behandling med ammoniak, då något koppar utlöses och metallen antar en mera vit färg, eller med koncentrerad klorvätesyra, då företrädesvis zinken utlöses och en kopparliknande yta framträder, guldfärgad till röd. Silver "oxideras" med utspädda lösningar av svavelföreningar. Vacker färgning, efterliknande gammalt silver, erhålls med utspädd platinakloridlösning. Alla dessa metoder kräver noggrann rengöring av metallen med betmedel före behandlingen i de färgande kemikalierna samt omsorgsfull putsning av ytan, sedan önskad färgton erhållits. För varaktighetens skull överdrages ofta den färdiga ytan med färglöst lack eller vax.
På galvanisk väg kan vackra metallöverdrag erhållas även för billiga bijouterier och leksaker. Mässing förkoppras ofta, varefter kopparhinnan färgas. Mekanisk färgning av metaller genom bestrykning med färgande ämnen, utrörda i torkande olja eller lack, anses konstindustriellt mindervärdig.